# 孔稚孙
孔稚孙（5世紀—6世紀），因避讳又称孔幼孙，会稽山阴人，孔子三十一代孙，孔臶之子，孔琇之之孙，南梁宁逺枝江公主簿、无锡县令。孔稚孙在儿子孔奂年幼时去世，孔奂由孔稚孙之弟孔虔孙抚养。